# Lista de unidades federativas do Brasil por valor da produção industrial (1907)
Esta é a lista das unidades federativas do Brasil por valor da produção industrial no ano de 1907, com valores calculados em reais de 1999.

## Unidades federativas do Brasil por valor da produção industrial - 1907

Mapa dos estados brasileiros segundo o valor da produção industrial no ano de 1907. Em milhões de reais de 1999:

| + 900 + 300 + 100 | + 50 + 25 até 25 |

| Posição | Posição          | Unidade federativa  | Produção da indústria 1907 em R$ de 1999 |
| Em 1907 | Comparada a 1906 | Unidade federativa  | Produção da indústria 1907 em R$ de 1999 |
| ------- | ---------------- | ------------------- | ---------------------------------------- |
| 1       | —                | Rio de Janeiro      | 904.725.185                              |
| 2       | —                | São Paulo           | 384.080.408                              |
| 3       | —                | Rio Grande do Sul   | 322.654.116                              |
| 4       | —                | Pernambuco          | 179.260.436                              |
| 5       | —                | Paraná              | 107.414.106                              |
| 6       | —                | Minas Gerais        | 106.554.190                              |
| 7       | —                | Bahia               | 81.430.679                               |
| 8       | —                | Pará                | 59.106.982                               |
| 9       | —                | Sergipe             | 48.096.404                               |
| 10      | —                | Santa Catarina      | 47.179.113                               |
| 11      | —                | Amazonas            | 45.336.026                               |
| 12      | —                | Alagoas             | 33.662.081                               |
| 13      | —                | Maranhão            | 22.211.250                               |
| 14      | —                | Mato Grosso         | 14.449.600                               |
| 15      | —                | Paraíba             | 14.248.026                               |
| 16      | —                | Rio Grande do Norte | 10.022.129                               |
| 17      | —                | Ceará               | 9.582.520                                |
| 18      | —                | Piauí               | 3.873.710                                |
| 19      | —                | Espírito Santo      | 1.878.448                                |
| 20      | —                | Goiás               | 1.159.215                                |

## Áreas metropolitanas do Brasil por valor da produção industrial - 1907
| Posição | Posição          | Área metropolitana | Produção da indústria 1907 em R$ de 1999 |
| Em 1907 | Comparada a 1906 | Área metropolitana | Produção da indústria 1907 em R$ de 1999 |
| ------- | ---------------- | ------------------ | ---------------------------------------- |
| 1       | —                | Rio de Janeiro     | 817.030.828                              |
| 2       | —                | São Paulo          | 233.012.466                              |
| 3       | —                | Recife             | 115.268.201                              |
| 4       | —                | Porto Alegre       | 92.705.452                               |
| 5       | —                | Curitiba           | 79.648.794                               |
| 6       | —                | Belém              | 58.197.794                               |
| 7       | —                | Salvador           | 51.526.306                               |
| 8       | —                | Belo Horizonte     | 12.580.958                               |
| 9       | —                | Fortaleza          | 6.783.519                                |
| 10      | —                | Goiânia            | 1.126.744                                |